# 홉킨스 필사본
《홉킨스 필사본》(The Hopkins Manuscript)은 로버트 케드릭 셰리프의 1939년 과학소설이다. 원래 제목은 《보통사람》(An Ordinary Man)이었다. 《추락한 달》, 《죽음의 도시》라는 제목으로 한국어 해적판이 출판된 바 있다.
주인공 에드거 홉킨스는 런던의 노팅힐에 살고 있으며, 홉킨스가 과거를 회상하면서 쓴의 수기가 곧 소설의 내용이 된다.